# سیارک ۱۷۱۹۳
سیارک ۱۷۱۹۳ (به انگلیسی: 17193 Alexeybaran، نامگذاری:1999XC205) هفده هزار و صد و نود و سومین سیارک کشف شده‌است که در ۱۲ دسامبر ۱۹۹۹ کشف شد.
قدر مطلق سیارک برابر ۱۴.۸ است.